# Tutmosis III
Tutmosis III fou un faraó de la dinastia XVIII de l'antic Egipte. Va regnar segons les cronologies d'una data que va entre el 1500 i el 1480 aC a una que va entre el 1450 i el 1425 aC. El seu regnat fou de més de cinquanta anys, si bé els primers vint o vint-i-dos els va passar sota regència d'Hatshepsut i, després, amb ella mateixa com a reina principal exercint el poder efectiu.
Durant els dos últims anys del seu regnat, va nomenar el seu fill i successor, Amenhotep II, com a co-regent menor. El seu fill primogènit i hereu del tron, Amenemhet, va morir abans que Tutmosis III.
Esdevingut l'únic faraó governant del regne després de la mort de Tutmosis II i Hatshepsut, va crear l'imperi més gran que Egipte havia vist mai; es van dur a terme no menys de disset campanyes i va conquerir terres des del Regne de Niya al nord de Síria fins a la Quarta Cataracta del Nil a Núbia.
Quan Tutmosis III va morir, va ser enterrat a la Vall dels Reis, igual que la resta de reis d'aquest període a Egipte.

## Biografia
Era fill de Tutmosis II i d'una dona secundària de nom Isis o Iset. Quan el seu pare Tutmosis II va morir, era molt jove i la germana i esposa del difunt, Hatshepsut, va assolir la regència i, al cap d'un temps, es va proclamar reina per dret propi. El seu nom d'Horus fou Anakhtkhamwaset; el Nebti Aasefjtemtawnebu, l'Horus d'or Djeserjaw i el nom de regne fou Menkheperre ('La manifestació de Ra és duradora'). El seu Sa Ra era Djehutymes, però és més conegut per la forma grega Tutmosis ('Nascut del déu Toth').
Tot i que Hatshepsut va assolir la corona, Tutmosis fou representat a les inscripcions i els anys del regnat de la reina es van comptabilitzar sobre el regnat de Tutmosis. Probablement, va tenir funcions militars sota la seva madrastra i potser li va fingir una submissió falsa per salvar la vida. Se l'acusa de destruir la memòria de la reina fent-ne esborrar el nom de les inscripcions i destruint-ne imatges. El monument més afectat fou el temple mortuori de la reina a Deir el-Bahari.
Les seves activitats militars durant els seus 42 anys de regnat foren recordades amb gran detall per l'arxiver i escriba reial Thanuni i foren gravades al santuari de Karnak i a la tomba del mateix Thanuni.

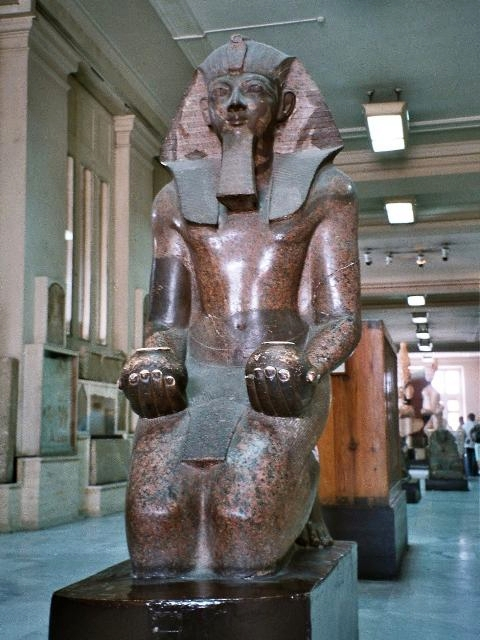
Estàtua de Tutmosis III

Tutmosis II (pare de Tutmosis III) només va regnar vuit o deu anys i les seves activitats a Canaan foren limitades. Hatshepsut no va mostrar interès per la regió i, per tant, Tutmosis va decidir portar-hi el domini egipci, coincidint amb el màxim poder de Mitanni. En aquesta època, a Síria els poders dominants eren el regne de Tunip i el de Cadeix o Kadesh; Tunip era vassall de Mitanni, però Cadeix potser era independent o, en tot cas, els lligams amb Mitanni eren dèbils, i hi governava un rei anomenat Durusha, que dominava un extens territori fins a Megiddo, a Palestina. Tutmosis va decidir començar per aquest estat, el qual, davant el perill, va fer una coalició de petits prínceps (330 estats, la majoria aliats de Mitanni) i va establir el seu quarter general a Megiddo. Al seu any 22 de regnat, Tutmosis va sortir d'Egipte i va passar per la fortalesa de Sile (Tjaru), cap a Jamnia i després cap a Jehem, prop de Megiddo.
Els dos exèrcits es van enfrontar a prop de la ciutat i els sirians es van haver de tancar darrere de les muralles. El setge va durar set mesos fins que, finalment, la ciutat es va rendir i 119 ciutats van quedar sotmeses a Egipte (però, probablement, incloent-hi ciutats que foren ocupades pels egipcis amb campanyes paral·leles), entre aquestes Damasc, però no pas Cadeix. La batalla de Megiddo es va lliurar un 9 de maig, d'un any que depèn de la data que se suposi d'inici de regnat, però no gaire llunyana del 1460 aC.
Tres campanyes egípcies més, els següents anys, van ser demostracions de força poc efectives perquè pràcticament no van conquerir més territoris. Però, al segon any, el faraó va veure signes de debilitat hurrita perquè el rei de Mitanni li va enviar de regal un gran tros de lapislàtzuli.

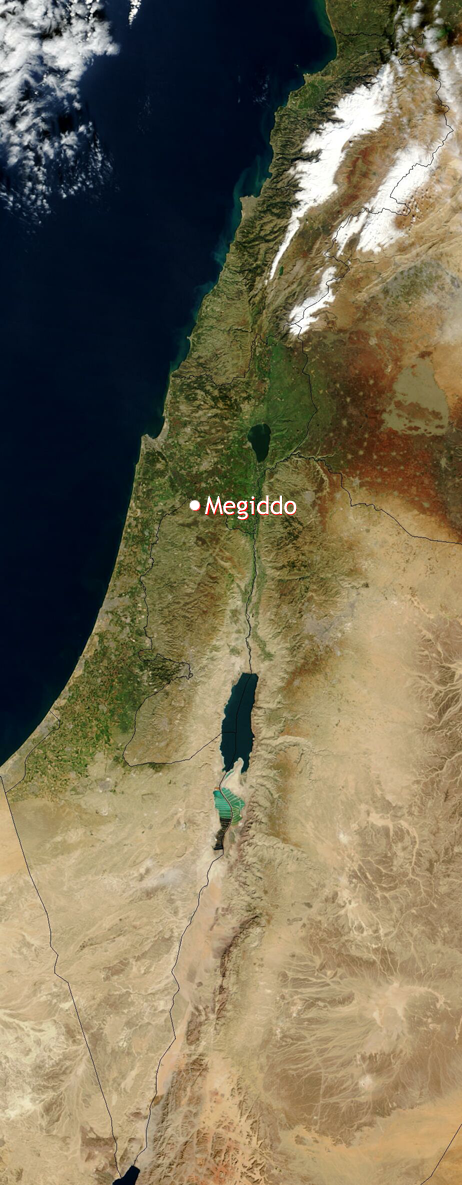
Situació de Megiddo a Canaan

Cinc anys després, Tutmosis va tornar a Síria i va construir un estol que portava les tropes per mar. Va desembarcar a Fenícia, on van ocupar Ullaza (a pocs quilòmetres al nord de la moderna Trípoli), que pertanyia a Tunip, vassall de Mitanni. Des d'Ullaza, va capturar la ciutat no llunyana d'Ardata. Després, va saquejar el territori de Cadeix, però no va poder ocupar la ciutat i, a la tornada, es va trobar Ardata revoltada. Amb aquesta campanya, es van conquerir Ullaza i Sumur (important ciutat al nord d'Ullaza), que eren ports molt importants per als egipcis.
Els dos anys següents va preparar l'ofensiva contra Mitanni i, durant aquest temps, Tunip va fomentar una revolta a Ullaza que els egipcis van haver de sufocar.
En la seva vuitena campanya (vers 1454 aC), va desembarcar a Ullaza i es va dirigir a l'Orontes pel territori de Qatna i cap al nord. El rei de Mitanni es va retirar i no hi va haver cap batalla. Tutmosis va passar a l'oest d'Alep, on va fer un combat parcial i va seguir al nord i va fer un altre combat al territori de Karkemish, a la ciutat d'Iryn (moderna Erin?), a uns 20 km al nord-oest d'Alep, on van derrotar les forces aliades a Mitanni i va sotmetre la regió del Baix Orontes i la zona de l'Eufrates (Karkemish, Emar, Pethor, etc.). Es van preparar els vaixells per travessar l'Eufrates i entrar a Naharina o Khurri (Mitanni), no lluny de Karkemish, al sud d'aquesta ciutat i probablement no gaire al nord d'Emar (Meskene), on es va trobar l'estela erigida pel seu avi Tutmosis I (en va erigir una altra al costat). Va travessar el riu i es va dirigir al sud, en territori de Mitanni.
Tutmosis va tornar a passar l'Eufrates i va arribar a la terra de Niya, que va sotmetre, i on durant una cacera va matar 120 elefants. Llavors, va anar cap al sud contra Cadeix, que aquesta vegada finalment va conquerir després d'un setge. Els egipcis van arribar fins a Ugarit, però la vall inferior de l'Orontes va romandre sota influència de Mitanni. Els reis de Babilònia, Assíria i Hattusa li van enviar regals al faraó per la victòria.
Tutmosis va haver de tornar per sufocar una revolta a Nuhase o Nuhashe (Nuhashshe) i va instal·lar com a príncep Taku. Durant una altra campanya, es va trobar amb l'exèrcit de Mitanni en la batalla d'Apamea, al nord-oest d'Alep i els va fer fugir. Va fer dues campanyes més de les quals no va quedar cap registre.
En una de les campanyes vers el 1459 aC, el faraó va arribar a l'Eufrates, on es va trobar amb el rei de Babilònia Karaindash i el riu fou considerat la frontera comuna.
En una nova campanya, Tutmosis tornava a estar en lluita contra Nuhase i, després de la victòria egípcia, el rei Idrimi d'Alalakh va enviar regals al faraó i el regne fou sotmès temporalment (uns dos anys). De les següents campanyes s'han perdut els registres.
El rei de Mitanni va passar a l'ofensiva vers el 1452 aC i va recuperar les posicions perdudes fins al 1454 aC a la zona de l'Eufrates i baixa vall de l'Orontes. Cadeix i Tunip es van aliar a Mitanni. El rei Idrimi apareix un altre cop com a aliat de Mitanni a Alalakh (el Regne de Mushki, a la desembocadura de l'Orontes). Finalment, Alep també va tornar a ser vassalla del rei hurrita.
Vers el 1449 aC, els egipcis van tornar a atacar la regió i van conquerir Irqata, entre Sumur i Ardata. Sumur (Ullaza, Ardata i Irqata seran punts claus del domini egipci) i tot seguit Tunip i posicions properes a Cadeix dins l'esfera d'influència de Mitanni (les guarnicions hurrites de tres ciutats del territori de Cadeix), però finalment vers el 1448 aC es va signar la pau, per la qual la regió fins a l'Orontes mitjà i les muntanyes amorrees serien d'Egipte, i més enllà, de Mitanni.
També va fer alguna campanya a Núbia, on va construir temples a Amada i Semna i, vers el final del seu regnat, va restaurar el vell canal de Sesostris III, que facilitava el pas dels exèrcits egipcis de tornada de Núbia.
Tutmosis va tenir com a dona principal Hatshepsut-Merytre, filla de la sacerdotessa Huy, que li va sobreviure. La seva tomba és a la vall dels Reis, la KV42. Va tenir també algunes altres reines secundàries, de les quals es coneixen:
- Satiag, filla de l'assistenta reial Ipu
- Nebtu.
- Neferure, filla d'Hatshepsut i Tutmosis II, possiblement enterrada a Wadi Qubbet al-Qurud a Tebes
- Menhet, possiblement filla d'un rei cananeu
- Menwi, possiblement filla d'un rei cananeu
- Merti, possiblement filla d'un cap cananeu

Va tenir quatre fills coneguts: Amenofis II o Amenhotep II, el seu successor; Amenemhat, supervisor dels ramats; Siamun i Menkheperre. Les filles conegudes foren Beketamen, Nefertiry, Nebetiunet, Merytamen, i Iset.
Va fer construir un gran nombre d'edificis i temples, i en va restaurar i ampliar uns altres. Hi ha construccions a Núbia, al Gebel Barkal, Sai, Pnubs (a la tercera cascada del Nil), Uronarti, Buhen, Quban, Faras i Ellesiya, a més dels ja esmentats a Amada i Semna. Va fer construir un temple dedicat a la deessa Satet a Elefantina, i uns altres a Kom Ombo, Edfú, Nekheb, Tod, Armant, Akhmim, Hermòpolis i Heliòpolis. Al delta, se li coneixen unes quantes obres i també hi ha constància de projectes a Asyut i en altres llocs.
Va fer construir el seu temple proper al d'Hatshepsut, entre el d'ella i el de Mentuhotep.

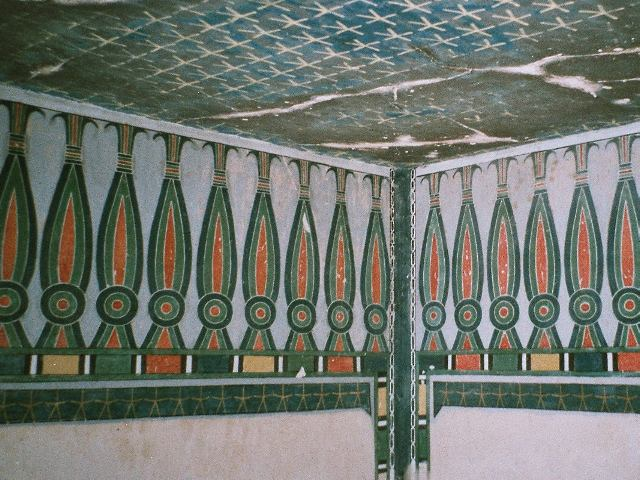
Tomba KV34

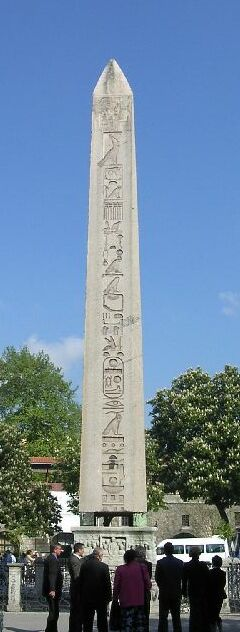
Obelisc a Istanbul

El temple de Karnak va ser la seva obra major, va engrandir el temple i hi va fer un santuari ricament decorat amb el producte del botí de guerra. Hi va posar dos pilons, i va fer construir dos obeliscs, dels quals un encara es pot veure a Istanbul. Hi ha també una estela de granit negre que explica les seves victòries militars. L'obra principal que va fer a Karnak és coneguda com la sala del Festival. És un temple on s'esmenten les plantes portades des de Síria el seu 25è any de regnat.
La riquesa de les tombes dels seus oficials són prova d'un regnat pròsper. El seu djati (visir) Rekhmire té una tomba magníficament decorada amb escenes de les seves funcions.
Els seus altres oficials principals foren: Neferweben, djati del nord; Amenthu anomenat també Amosis, djati del sud; User, que fou també djati (tombes TT61 i 131), Amenhotep (tomba TT122), Akheperkare (sacerdot de Montu, esmentat a la tomba TT122), Marymaet (segon profeta d'Amon), Amenmose (escriba i tresorer d'Amon), que fou l'avi del djati Rekhmire, i de Merymaet (segon profeta d'Amon) fill d'Amenhotep; i Amenuser (tomba TT61), anomenat també Useramen o User, fill d'Amethu (djati) i de Taamenthu i casat amb Tuiu, de la qual va tenir 4 filles i un fill.
Els principals virreis i governadors dels territoris foren: Amenmose, capità de les tropes i ulls del rei a les dues terres de Retenu, casat amb Henuttaui (tomba TT42); Nehi, comandant militar (tomba D1); Djehuti, supervisor dels territoris del nord, fill d'Amenmosi i Isoneb; i Penhat, supervisor de les terres del nord, casat amb Hetepi (tomba TT239).
Els seus oficials de palau foren Amenemweskhet, (tomba TT62), Amunedjeh fill de Sidjehuty i Resi, casat amb Henutnefert i germà de Khaemwaset (tomba TT84); Djehuty fill de Pesediri i Keku i casat amb Bakt (tomba TT110); Intef, missatger, pare d'Amosis i de Teti (tomba TT155); Mentiywy, fill d'Hepu (la mare, una serventa de palau) (tomba TT172); Nebamun, fill de Tetires i d'Ipu i espòs de Resti (tomba TT24); Tati (tomba TT154); Tutmosis, fill de Tabenert (mare) i esposa de Tepihu (tomba TT342) i Wadjet-Renpet.
Uns altres oficials en foren: Amosis, fill d'Amosis i de Teti; Dedi, governador del desert de l'oest de Tebes i comandant militar, casat amb Tuy (tomba TT200); Djehuty, inspector del tresor (tomba TT11); Humay, alcalde de Memfis; Ineni, arquitecte, casat amb Thuau (tomba TT81); May, cap del port de Tebes (tomba TT130); Menkheperraseneb, sacerdot; Mentuherkhepshef, batlle d'Afroditòpolis (tomba TT20); Min, alcalde de Tinis, tutor d'Amenofis II i pare de Senty o Iuty i de Sebekmose (tomba TT109); Minnakht, fill de Sendjehuty i pare de Menkheper (tomba TT87, el fill tomba TT79); Nebamu; Sennefer, tresorer i alcalde de Tebes (tomba TT99); i Tiy, cap tresorer.
A Tebes, hi ha onze tombes dels seus oficials militars. També hi ha moltes tombes d'uns altres oficials menors i sacerdots.
Va morir entre el 1450 i el 1425 aC segons la cronologia que triem i va ser enterrat a la tomba KV34 de la vall dels Reis. La tomba va ser descoberta per Victor Loret el 1898, però no tenia la mòmia, que va ser trobada abans, el 1881, al dipòsit de mòmies de Deir el-Bahari. El va succeir el seu fill Amenofis II (Amenhotep II).